# 許子𤖙𠂤
許子𤖙𠂤（?—?），𠂤同堆，𤖙同酱。是东周时期的许国的君主，姜姓，名𤖙𠂤，男爵。
北宋《考古图》记载在颍川郡出土的两件铃鐘，根据铭文称之为許子𤖙𠂤鎛甲、許子𤖙𠂤鎛乙，是载有許子𤖙𠂤名字的实物资料，被苏颂所藏。现有铭文摹本。铃鐘高七寸，重4.75斤。铭文为“惟正月初吉丁亥，鄦子𤖙𠂤，择其吉金，自作铃鐘，中翰且扬，元鸣孔煌，穆穆龢鐘，用匽以喜，用乐嘉宾、大夫，及我朋友，皇皇熙熙，万年无期，眉寿毋己，子子孙孙，永保鼓之”。